# HMS Pearl (1726)
Pour les autres navires du même nom, voir HMS Pearl.
Le HMS Pearl est un navire de guerre de 40 canons de la Royal Navy lancé le 17 octobre 1726 par les chantiers de Deptford Dockyard. Il sert pendant la guerre de l'oreille de Jenkins et participe au voyage du Commodore Anson.

## Histoire

### Construction
Le Perle est commandé au chantier Deptford Dockyard en 1722, à partir de plans établis en 1719 (1719 Establishment (en)). Il porte le même nom que le HMS Perle (1708) démoli entre décembre 1922 et janvier 1923. La quille du nouveau navire est posée en janvier 1723 sous la supervision du maître de chantier Richard Stacey. Il est lancé le 17 octobre 1726 pour un coût de construction de £ 6,376.1.7. Il est commissionné en 1727 sous le commandement du capitaine sir Hugh Middleton.